# چاه میشی
چاه میشی یک منطقهٔ مسکونی در ایران است که در دهستان میغان واقع شده‌است.